# Кирш, Фриц
Фриц Кирш — американский кинорежиссёр.

## Фильмография
1. Дети кукурузы (1984)
2. Стенка на стенку (1985)
3. Гор (1987)
4. Winners Take All (1987)
5. Under the Boardwalk (1989)
6. Смертельное очарование (видео) (1990)
7. В центр солнца (1992)
8. Разбитая интрига (ТВ) (1994)
9. Незнакомка — 1995
10. Crayola Kids Adventures: Tales of Gulliver’s Travels (видео) (1997)
11. Наблюдение (2006)
12. Последняя охота (2006)

## Награды
- 1984 Brussels International Festival of Fantasy Film — главный приз
- 1985 Кинофестиваль в Авориазе — номинация на главный приз